# Cyclin O
La ciclina-O es una proteína que en los humanos está codificada por el gen CCNO.

## Interacciones
Se ha demostrado que la ciclina O interactúa con RPA2 y PCNA.